# Los miserables
Los miserables é uma telenovela mexicana, produzida pela Televisa e exibida em 1973 pelo El Canal de las Estrellas.

## Elenco
- Sergio Bustamante
- Antonio Passy
- Magda Guzmán
- Carlos Ancira